# Calliostoma yucatecanum
Calliostoma yucatecanum är en snäckart som beskrevs av Dall 1881. Calliostoma yucatecanum ingår i släktet Calliostoma och familjen Calliostomatidae. Inga underarter finns listade i Catalogue of Life.